# Adrian Zaugg

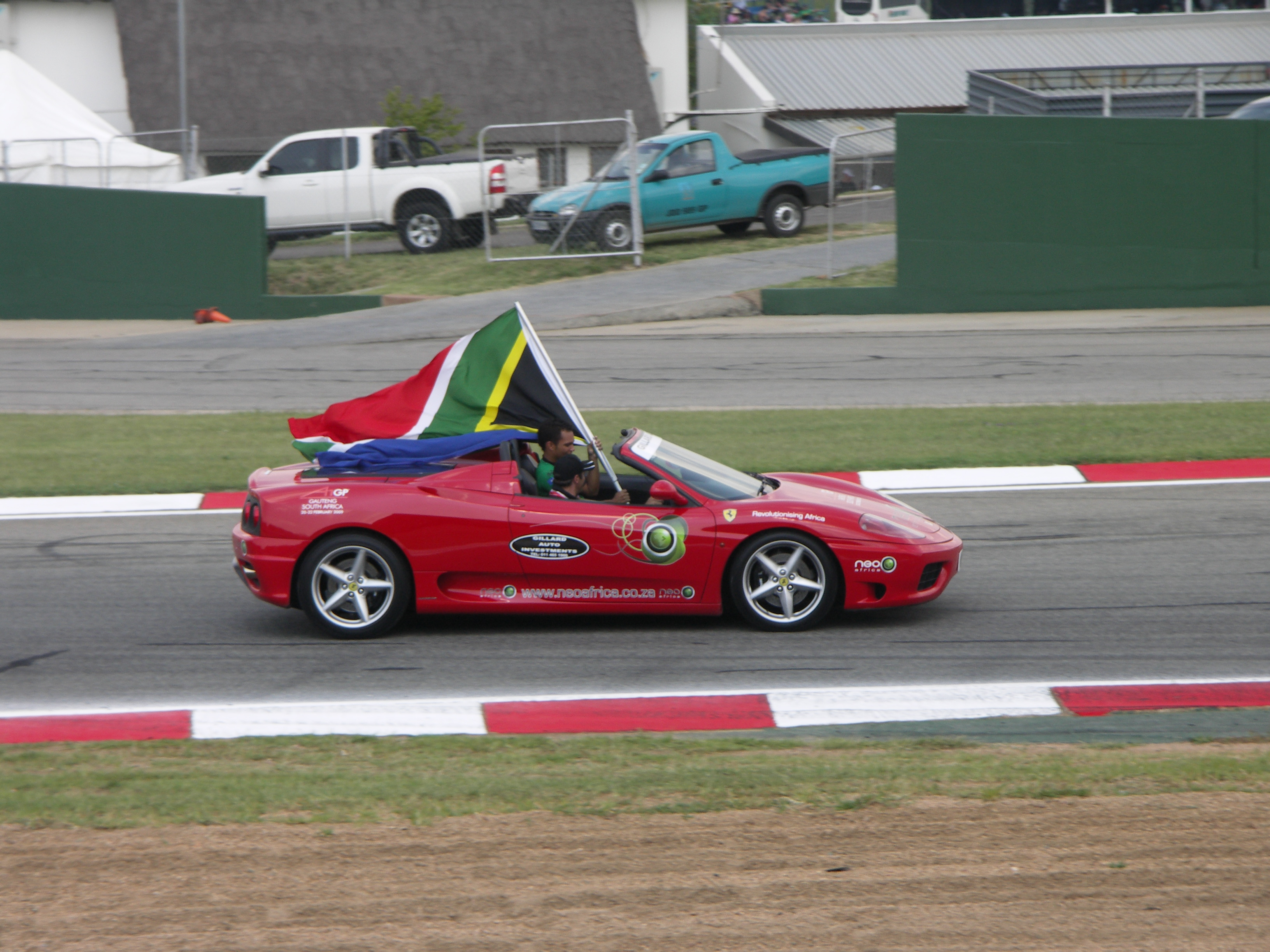
Adrian Zaugg tijdens A1 Grand Prix met de Zuid-Afrikaanse vlag

Adrian Zaugg (Singapore, 4 november 1986) is een Zuid-Afrikaans autocoureur.

## Loopbaan
Nadat hij de Bridgestone Cup in Karting won, maakte Zaugg indruk op een Formule BMW Scolarship Course en werd hij gecontracteerd voor het Red Bull Junior Team programma. In 2005 promoveerde hij naar de Eurocup Formule Renault 2.0 waarin hij een race won. Hij bleef in de Eurocup in 2006 voordat hij overstapte naar de Formule Renault 3.5 Series voor het team Carlin Motorsport. In zes races behaalde hij een pole position.
In het A1GP seizoen 2006-2007 maakte Zaugg zijn debuut in de A1GP voor het team A1 Team Zuid-Afrika op het circuit van Zandvoort. In zijn eerste race kwalificeerde hij zich meteen al op pole position en won de sprintrace, maar crashte in de eerste ronde in de hoofdrace.
Zijn uitingen in de A1GP zorgden ervoor dat hij in 2007 in de GP2 mocht rijden voor het team Arden International. Hij scoorde slechts vier keer punten op zijn weg naar de 18e plaats in het kampioenschap. In 2009 keerde Zaugg terug in de Formule Renault 3.5 voor het team Interwetten.com Racing. Echter, na de ronde op Le Mans reed hij niet meer omdat zijn sponsorgeld op was. Hij finishte uiteindelijk als 14e in het kampioenschap.

## GP2 resultaten
| Jaar | Inschrijving        | 1         | 2          | 3          | 4          | 5         | 6         | 7          | 8          | 9          | 10        | 11         | 12        | 13         | 14         | 15         | 16         | 17         | 18         | 19         | 20      | 21      | Rang | Punten |
| ---- | ------------------- | --------- | ---------- | ---------- | ---------- | --------- | --------- | ---------- | ---------- | ---------- | --------- | ---------- | --------- | ---------- | ---------- | ---------- | ---------- | ---------- | ---------- | ---------- | ------- | ------- | ---- | ------ |
| 2007 | Arden International | BHR FEA 6 | BHR SPR 17 | ESP FEA NF | ESP SPR 13 | MON FEA 9 | FRA FEA 6 | FRA SPR NF | GBR FEA 14 | GBR SPR 19 | GER FEA 7 | GER SPR NF | HUN FEA 7 | HUN SPR NF | TUR FEA NF | TUR SPR 15 | ITA FEA NF | ITA SPR NF | BEL FEA 13 | BEL SPR 19 | VAL FEA | VAL FEA | 18   | 10     |